# Sáránd
Sáránd község az Észak-Alföldi régióban, Hajdú-Bihar vármegyében, a Derecskei járásban.

## Fekvése
Sáránd Hajdú-Bihar vármegye középső részén fekszik, a Debreceni Erdőspuszták tájegység szomszédságában. A község Debrecen városkörnyéki településeinek körébe tartozik. Debrecen távolsága (13 km) meghatározta és ma is befolyásolja a település életének alakulását.
A közlekedési kapcsolatai jók, a kis távolság, megfelelő járatsűrűségű tömegközlekedési hálózat lehetővé tette a Debrecennel való széles körű kapcsolatot.
A szomszédos települések: észak felől Mikepércs, kelet felől Hajdúbagos, dél felől Derecske, nyugat felől pedig Hajdúszoboszló.

### Megközelítése
Legfontosabb közúti megközelítési útvonala a Debrecen-Berettyóújfalu-Békéscsaba-Szeged közti 47-es főút, melyen Debrecentől 13 kilométerre délre helyezkedik el. Keleti szomszédjaival a 4809-es út köti össze.
A közúti tömegközlekedést a Volánbusz autóbuszai biztosítják.
A hazai vasútvonalak közül a települést a MÁV 106-os számú Debrecen–Sáránd–Nagykereki-vasútvonala érinti, illetve 2009-es bezárása előtt áthaladt rajta a 107-es számú Debrecen–Sáránd–Létavértes-vasútvonal is. A két vonal közös itteni megállási pontja, Sáránd vasútállomás valójában mikepércsi területen helyezkedik el, bár alig méterekre Sáránd északkeleti határszélétől; közúti elérését a közvetlenül mellette húzódó 47-es főút biztosítja.

## Címere
A település címere az egykori hajdúvárosi múltra utal. A címerpajzsban egy támadóvívó állásban elhelyezkedő, jellegzetes hajdúsüveget viselő, kardot tartó hajdú vitéz képe látható, címersisakként pedig három pántos vitézi nyílt sisakot jelenítenek meg. A sisakdísz - a szokásostól eltérően - nem a címerképet ismétli meg, hanem a kor jellegzetes fecskefarkú hadilobogóját. A zászlórúd két oldalán egyenletesen elosztva az 1694-es évszám olvasható.

## Története
A településtől keletre halad el a szarmaták által 324 és 337 között épített, az Alföldet körbekerülő Csörsz-árok vagy más néven Ördögárok nyomvonala.
A település nevének első megemlítése, még Sarang formájában 1219-ből való, majd a váradi egyházmegye évkönyvei szerint a XIII. század végén a faluban már szervezett egyház és templom volt.
Első ismert birtokosa Márton úr, később Bakó, akiről sokáig Bakó-Sárángnak is nevezték a helységet.
A XVI. században magánföldesúri birtok, 1552-ben Czibak Imréé és Sárándi Mihály örököseié.
A település a hajdúkiváltságokat a XVII. század elején kapta meg (egyes források szerint 1605-ben Bocskai Istvántól), az azonban biztos, hogy az erdélyi törvénytár (Approbata Constitutiones) 1626-ban már a hajdúvárosok sorában említi. A közeli Nagyvárad török kézre kerülése után a lakosok a törököknek dézsmát és harminc magyar forint cenzust fizettek.
A török kiűzése után a település kiváltságait a bécsi udvar nem ismerte el, és a király a 18. század elején a falut az elmaradt nádori fizetés fejében zálogba Eszterházy Pál nádornak adományozta, s ő Sárándot a derecskei uradalmához csatolta. A lakosság azonban nem feledkezett meg városa hajdújogáról, és továbbra is használták a hajdúvárosi múltra utaló pecsétnyomót.

## Közélete

### Vezetői
| Időszak                   | Név           | Párt              | Megjegyzés                             |
| Tanácselnökök             | Tanácselnökök | Tanácselnökök     | Tanácselnökök                          |
| ------------------------- | ------------- | ----------------- | -------------------------------------- |
| 1985-1990                 | Pallás Imre   | Hazafias Népfront |                                        |
| Polgármesterek (1990 óta) |               |                   |                                        |
| 1990–1994                 | Szabó Antal   | független         |                                        |
| 1994–1998                 | Nagy Józsefné | MSZP              |                                        |
| 1998–2002                 | Nagy Józsefné | MSZP              |                                        |
| 2002–2006                 | Nagy Józsefné | MSZP              |                                        |
| 2006–2010                 | Nagy Józsefné | MSZP              |                                        |
| 2010–2014                 | Nagy Józsefné | MSZP              |                                        |
| 2014–2018                 | Szántó József | független         | a képviselő-testület feloszlatta magát |
| 2018–2019                 | Dézsi András  | független         | Időközi választás: 2018. november 25.  |
| 2019–2024                 | Dézsi András  | független         |                                        |
| 2024–                     | Dézsi András  | (független)       |                                        |

A településen a "nagy" önkormányzat mellett cigány nemzetiségi önkormányzat is működik.

## Népesség
A település népességének változása:
| Lakosok száma | 2254 | 2246 | 2225 | 2210 | 2178 | 2137 | 2115 |
|               | 2013 | 2014 | 2015 | 2021 | 2022 | 2023 | 2024 |

2001-ben a település lakosságának 99%-a magyar, 1%-a cigány nemzetiségűnek vallotta magát.
A 2011-es népszámlálás során a lakosok 85,7%-a magyarnak, 4,6% cigánynak, 0,2% németnek, 0,4% románnak mondta magát (13,2% nem nyilatkozott; a kettős identitások miatt a végösszeg nagyobb lehet 100%-nál). A vallási megoszlás a következő volt: római katolikus 5,6%, református 37,6%, görögkatolikus 0,9%, felekezeten kívüli 26,1% (28,1% nem válaszolt).
2022-ben a lakosság 91,4%-a vallotta magát magyarnak, 5,6% cigánynak, 0,4% németnek, 0,4% románnak, 0,1% horvátnak, 0,1% örménynek, 2,2% egyéb, nem hazai nemzetiségűnek (8,5% nem nyilatkozott; a kettős identitások miatt a végösszeg nagyobb lehet 100%-nál). Vallásuk szerint 30% volt református, 4,9% római katolikus, 1,6% görög katolikus, 1,6% egyéb keresztény, 0,3% egyéb katolikus, 0,1% ortodox, 29,6% felekezeten kívüli (31,6% nem válaszolt).

## Egyházi közigazgatás

### Római katolikus egyház
A Debrecen-Nyíregyházi egyházmegye Bihari Főesperességének Berettyóújfalui Esperesi Kerületéhez tartozik. Nem rendelkezik önálló plébániával, a település római katolikus vallású lakosai Derecske plébániához tartoznak, mint filia.

### Görögkatolikus egyház
A Hajdúdorogi egyházmegye Székesegyházi Főesperességének Hajdúdorogi Esperesi Kerületéhez tartozik. Nem rendelkezik önálló parókiával. A település görögkatolikus vallású lakosai a Debreceni Szent Anna-parókiához tartoznak mint filia.

### Református egyház
A Tiszántúli Református Egyházkerület (püspökség) Debreceni Református Egyházmegyéjéhez (esperesség) tartozik. Önálló anyaegyházközség.

### Evangélikus egyház
Az Északi Evangélikus Egyházkerület (püspökség) Hajdú-Szabolcsi Egyházmegyéjének Debreceni Evangélikus Egyházközségéhez tartozik mint szórvány.

## Nevezetességei
- Református templom: 1868-ban épült, neoromán stílusban.
- Kopjafa: A világháborúk áldozatainak emlékére emelték.

## Testvértelepülések
- Szalárd (Románia)
- Etéd (Románia)

## Külső hivatkozások
- Sáránd honlapja
- Sáránd térképe Archiválva 2009. augusztus 29-i dátummal a Wayback Machine-ben
- Sáránd az utazom.com honlapján